# Aladdin (personagem da Disney)
Aladdin (em árabe: علاء الدين‎‎, ʻAlāʼ ad-Dīn) é um personagem fictício e protagonista do trigésimo primeiro filme de animação da Walt Disney Pictures, Aladdin (1992). O personagem também protagoniza as sequências The Return of Jafar (1994) e Aladdin and the King of Thieves (1996), além de estrelar a série animada homônima baseada no filme. Em todas essas produções, Aladdin foi dublado pelo ator americano Scott Weinger, enquanto sua voz nas canções foi concedida por Brad Kane. No remake de 2019, é interpretado por Mena Massoud.
Na sua estreia cinematográfica, Aladdin é um jovem asiático de 18 anos de idade. Nunca recebeu educação formal e foi ensinado duramente pela vida nas ruas de Agrabah. Aladdin rouba para sobreviver, o que o torna uma espécie de Robin Hood árabe. É filho de Cassim, um lendário ladrão da região, que o abandonou quando Aladdin era ainda criança. Pouco tempo após o desaparecimento do pai, a mãe de Aladdin foi capturada por bandidos e nunca mais retornou. 
Inicialmente, Aladdin era bem-sucedido em escapar dos guardas de Agrabah, sendo muito astuto e ágil. Eventualmente, foi preso e sentenciado às masmorras. Contudo, consegue fugir e retorna à vida nas ruas. Ao 16 anos, Aladdin juntou-se a um circo, onde conheceu seu leal amigo e mascote Abu.

## Desenvolvimento
Uma das primeiras questões que os animadores enfrentaram durante a produção de Aladdin foi a conceituação do personagem em si. O diretor e produtor John Musker explica que "no início das montagens, o concebemos como um pequeno garoto e que tinha uma mãe...no design ele tornou-se mais atlético, mais forte e mais um jovem líder". No início, Aladdin foi concebido como um rapaz de 13 anos, mas posteriormente foi envelhecido para 18 para adaptação da história. 
O supervisor de animação Glen Keane usou partes de ídolos e atores adolescentes para construir a psiquê de Aladdin. A maior inspiração para sua aparência foi originalmente Michael J. Fox, em Back to the Future, e posteriormente Tom Cruise. Keane baseou o andar de Aladdin, em especial suas calças folgadas, no rapper MC Hammer. Alguns críticos alegam que esta caracterização do personagem tornou-o demasiado contemporâneo para o enredo do filme. 